# ペガスス座V376星
ペガスス座V376星 は、ペガスス座の恒星である。

## 恒星
| 太陽 | ペガスス座V376星 |
| ---- | ---------------- |
| 太陽 | Exoplanet        |

ペガスス座V376星は太陽の1.148倍の質量と1.162倍の半径を持つ、スペクトル型F8型のF型主系列星である。表面温度も6117Kと太陽(5778K)よりわずかに高い。年齢は約45億年と太陽とほぼ同じである。距離が153光年と離れているため、視等級は7.65であり、肉眼で見ることはできないが小型の天体望遠鏡を使えば観測可能である。

## 惑星
この星にはオシリス (HD 209458 b) という名で呼ばれている有名な惑星がある。この惑星はホット・ジュピターと呼ばれるタイプの惑星である。1999年に発見され、その後、太陽系外惑星としては初めてトランジットが観測された。また大気中に含まれる成分についても観測されている。2005年には惑星の赤外線輻射が観測されている。
| 名称 （恒星に近い順） | 質量             | 軌道長半径 （天文単位） | 公転周期 (日)         | 軌道離心率 | 軌道傾斜角   | 半径          |
| --------------------- | ---------------- | ----------------------- | --------------------- | ---------- | ------------ | ------------- |
| b                     | 0.714 ± 0.017 MJ | 0.04747±0.00055         | 3.52474541±0.00000025 | 0          | 86.59±0.046° | 1.38±0.017 RJ |